# Hubert Schwarzenberg
Hubert Schwarzenberg (* 23. November 1921 in Aachen; † unbekannt) war ein deutscher Radrennfahrer.

## Sportliche Laufbahn
Schwarzenberg war im Straßenradsport aktiv. Von 1948 bis 1957 war er Berufsfahrer. Er startete für deutsche Radsportteams wie Patria WKC, Bismarck, Ruberg und Altenburger. 1951 gewann er eine Etappe der Deutschland-Rundfahrt, 1955 den Großen Straßenpreis von Hannover.
1950 wurde er Vizemeister im Straßenrennen hinter Erich Bautz, 1954 wurde er Dritter der Meisterschaft. 1957 kam er in der Kaistenberg-Rundfahrt hinter Oscar Plattner auf den zweiten Platz. Schwarzenberg gehörte zu den ersten deutschen Radprofis, die nach dem Zweiten Weltkrieg wieder zu Straßenrennen ins Ausland eingeladen wurden. In der Tour de Suisse 1950 war er ausgeschieden. 1951 gewann er eine Etappe der Tour de Suisse und wurde 37. 1953 war er ausgeschieden. 1952 und 1954 bestritt er den Giro d’Italia. Er beendete beide Rundfahrten nicht. In der Deutschland-Rundfahrt erreichte er folgende Platzierungen: 1948 12., 1949 13., 1951 9.